# Tespies
Tespies (Tespie) (ngr. Θεσπιές; stgr. Θεσπιαί Thespiaí, łac. Thespiae, Thespia) – miejscowość w Grecji, w administracji zdecentralizowanej Tesalia-Grecja Środkowa, w regionie Grecja Środkowa, 
w jednostce regionalnej Beocja, w gminie Aliartos. W 2011 roku liczyła 1139 mieszkańców.
W starożytności jedno z ważniejszych beockich polis. Uważane za siedzibę Amfiona i Zetosa, znane było ze świątyni Erosa z posągiem bóstwa wykonanym przez Praksytelesa. Było miejscem muzycznych zawodów (agonów) odbywanych dla uczczenia muz (tzw. Muzeja). 
Wielokrotnie burzone podczas wojen perskich i w trakcie wojny peloponeskiej, miasto było członkiem Związku Beockiego pod hegemonią Teb; Tespijczycy mieli wsławić się podczas bitwy pod Termopilami. Po bitwie pod Cheroneą odbudowane, utrzymywało swe znaczenie również w czasach rzymskich. 
W 1882 podczas wykopalisk w pobliżu Tespii odkryto statuę siedzącego lwa, pod którą znaleziono zbiorowy pochówek oraz kamienne tablice z imionami wojowników. Podobne statuy zwykle stawiali zwycięzcy na grobach poległych w miejscu stoczonej bitwy; hipotetycznie może to więc być ślad bitwy, o której brak wiadomości w źródłach pisanych. Według innych hipotez posąg mógłby być zaginionym lwem termopilskim albo lwem spod Platejów.